# Полынь австрийская
Полынь австрийская (лат. Artemisia austriaca), также полыно́к — полукустарник, вид рода Полынь (Artemisia) семейства Астровые или Сложноцветные (Asteraceae).
Покрытое беловатым войлочным опушением растение с ароматным запахом, широко распространённое в Европе.

## Ботаническое описание

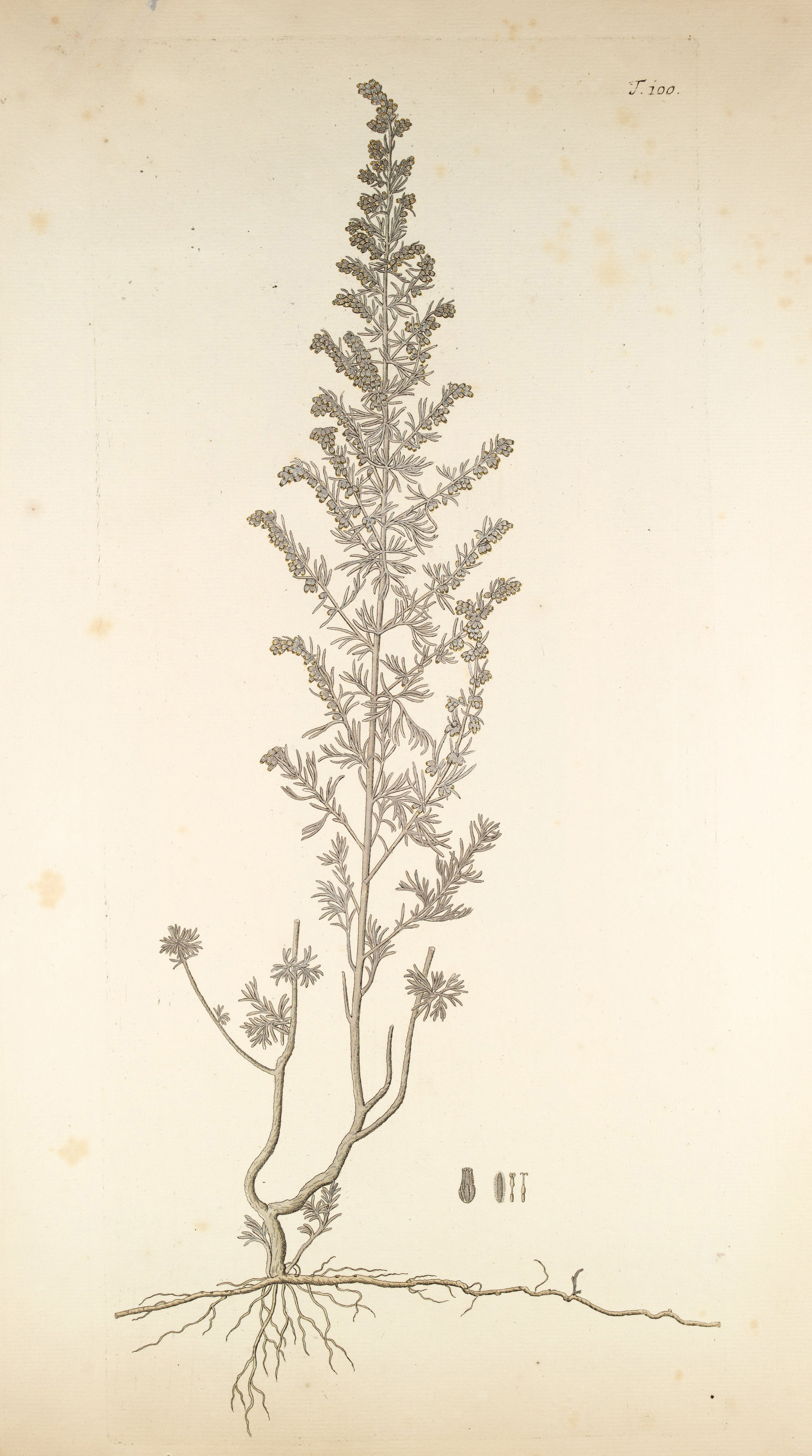
Ботаническая иллюстрация к оригинальному описанию вида (1773)

Полукустарник с прямостоячими стеблями 20—60 см высотой, ветвящимися в верхней части, сероватого цвета, часто с красноватым оттенком, покрытыми опушением. При растирании растения с сильным ароматическим запахом.
Листья покрытые беловатым войлочным опушением, дважды перисторассечённые на узкие линейные доли, нижние листья на черешках, средние и верхние — сидячие, в основании с ушками.
Корзинки яйцевидной формы, собраны в широкое метёльчатое общее соцветие. Обёртка двурядная: наружные листочки опушённые, линейные, внутренние — плёнчатые, эллиптические. Цветки все трубчатые, жёлтые или красноватые, срединные — обоеполые, краевые — пестичные.
Плоды — семянки обратнояйцевидной формы, 1—1,2×0,6—0,7 мм, на верхушке с коронкой с белой серединой. Поверхность семянки с продольными бороздками, блестящая, тёмно-коричневая, рубчик белый.

## Распространение
Встречается от Юго-Западной Европы до Северо-Западного Китая, преимущественно на сухих лугах, в степях, по лесным опушкам, на засолённых участках.

## Химический состав
Растение содержит эфирные масла, алкалоиды, гликозиды, каротин. Надземные части цветущего растения содержат 0,4—0,5 % эфирных масел.

## Значение и применение
Лекарственное растение, используемое в народной медицине. Эфирное масло используется в парфюмерии. Нередко полынок встречается в качестве сорняка в посевах многолетних трав и других культур.

## Кормовое значение
Летом на пастбище поедается плохо или не поедается совсем. Осенью и зимой поедается вполне удовлетворительно верблюдами и мелким рогатым скотом, в небольшом количестве крупным рогатым скотом и лошадьми. Сено, состоящее из злаков, при небольшой примеси полыни поедается скотом охотно.
Растение в фазе цветения содержит 10,0—11,9 % протеина. По питательной ценности полынь должна быть близкой к питательной ценности хорошего лугового сена. Опыты по переваримости показали, что в 100 кг абсолютно сухого корма содержится 5,0 кг переваримого белка и 55,0 кормовых единиц.
Опыты Института овцеводства в 1932—1934 годах установили, что полынь австрийская вполне удовлетворительно силосуется в чистом виде и ещё лучше в смеси с сорго. Питательная ценность силоса из полыни оказалась значительно выше питательной ценности силоса из сорго. Овцами силос поедался хорошо.

## Таксономия
Fl. Austriac. (Jacquin) 1: 61. 1773

### Синонимы
- Absinthium trifidum Schrank, 1789
- Artemisia nivea Redowsk. ex Willd., 1809
- Artemisia orientalis Willd., 1803
- Artemisia pseudopontica Schur, 1866
- Artemisia repens Pall. ex Willd., 1803

и другие.